# Чокто (Оклахома)
Чокто (енгл. Choctaw) град је у америчкој савезној држави Оклахома.

## Демографија
По попису из 2010. године број становника је 11.146, што је 1.769 (18,9%) становника више него 2000. године.
| Група             | 2000.         | 2010.         |
| Белци             | 8.174 (87,2%) | 9.238 (82,9%) |
| Афроамериканци    | 154 (1,6%)    | 267 (2,4%)    |
| Азијати           | 58 (0,6%)     | 77 (0,7%)     |
| Хиспаноамериканци | 262 (2,8%)    | 412 (3,7%)    |
| Укупно            | 9.377         | 11.146        |